# El mal trago de Obélix
El mal trago de Obélix (en francés: La galère d'Obélix) es una historieta de la serie Astérix el Galo, con guion e ilustraciones de Albert Uderzo. Es el álbum número 30 de la serie y fue publicado por Les Éditions Albert René/Goscinny-Uderzo en Francia y por Salvat en España.

## Argumento
En Roma, Julio César, con quien se hospeda Cleopatra, está enojado con el almirante Gracus Cetinconsensus, responsable de la flota romana, porque este último ha perdido la galera privada de César, robada por un grupo de esclavos rebeldes. Cetinconsensus ordena a su vicealmirante Prospectus que encuentre el barco. Mientras tanto, en la galera, los esclavos, guiados por el griego Spartakis (una caricatura de Kirk Douglas en su caracterización en la película Espartaco) deciden ir a Armórica, donde esperan encontrar refugio y seguridad en el pueblo galo. Los romanos los detectan, los siguen de lejos en el mar, entienden hacia dónde van y toman la delantera.
Mientras tanto, en el pueblo, los galos creen en un ataque de los campamentos romanos vecinos (que en realidad son solo ensayos de desfiles organizados por Prospectus para dar la bienvenida al almirante Cetinconsensus), y atacan a los romanos. Obélix, molesto porque el druida Panoramix le ha negado por enésima vez beber poción mágica, aprovecha la ausencia de sus amigos que se han lanzado al ataque para quedarse en el pueblo y beber un pote entero de poción mágica; inmediatamente es víctima de los efectos secundarios: todo su cuerpo se convierte en granito. Todo el pueblo está estupefacto, Astérix está desesperado. Panorámix intenta despertarlo con un remedio que parece no tener efecto, Karabella intenta con el jabalí, e incluso la joven Falbalá intenta besarlo, pero no pasa nada. Es solo al día siguiente que el remedio de Panorámix hace efecto: Obélix finalmente está despierto pero se ha rejuvenecido y se ha convertido en un niño, y los efectos permanentes de la poción mágica y su monstruoso apetito han desaparecido.
El almirante Cetinconsensus llega al campamento romano de Aquarium, donde es recibido por Prospectus. Planean recuperar la galera de César y capturar a los esclavos fugitivos. Llegan a Armórica, perseguidos por un barco romano comandado por el capitán del puerto de Roma y un joven oficial, y que accidentalmente se incendia. Los galos dan la bienvenida a los antiguos esclavos y esconden la galera de César en su aldea.
Obélix, desesperado por haberse convertido de nuevo en un niño enclenque y sin apetito, se adentra en el bosque con Ideafix: es allí donde es secuestrado por Prospectus y sus legionarios: Cétinconsensus quiere obligar a los esclavos fugitivos y a los galos a devolverlos. su galera de César a cambio de Obélix. Ideafix da la alarma al pueblo, y los galos atacarán el campamento romano para recuperar a Obélix.
Pero Obélix ya se ha embarcado para Roma, en el barco de Cetinconsensus y Prospectus. Asterix, Panorámix e Ideafix partieron en persecución, con los antiguos esclavos, en la galera reflotada de César. Se cruzan con los piratas, cuyo barco destruyen, luego alcanzan el barco de Cetinconsensus, donde Asterix encuentra a Obélix sano y salvo. Al rescatar a los piratas del mar, los galos se ofrecieron a llevar la galera de César de regreso a Roma, con Cetinconsensus y Prospectus prisioneros.
Los galos y los antiguos esclavos toman el barco de Cetinconsensus, y Panorámix decide viajar a la Atlántida, donde espera que los lugareños puedan devolverle a Obélix su apariencia original. Son recibidos allí por niños, humanos y centauros, y vacas voladoras, todos dirigidos por el sumo sacerdote Hyapados. Pero Hyapados solo tiene el poder de rejuvenecer, no de envejecer: no puede hacer nada por Obélix. Los galos no tienen más remedio que volver a casa, y dejar en la Atlántida a los antiguos esclavos, que finalmente encuentran allí el lugar ideal para vivir, que han vuelto a ser niños gracias a Hyapados, al abrigo de los romanos .
En el camino, Asterix, Obélix y Panorámix son abordados por otra galera romana, que noquea a Astérix. Inmediatamente, los romanos se apoderan de los galos y se preparan para arrojar por la borda a Astérix inconsciente en las aguas infestadas de tiburones; hasta que Obelix, desesperado, recupera repentinamente su forma y fuerza normales al ver a su amigo a punto de ahogarse, volviéndose un hombre adulto. Los romanos son derrotados y Obélix toma los remos para regresar rápidamente al pueblo.
Mientras tanto, en la galera de César, los piratas reman a los romanos y navegan hacia Roma, con la esperanza de recibir una gran recompensa a cambio de la galera y Cetinconsensus. Pero a la vista del puerto de Roma, el pirata Triple-Leg sin querer le da la poción mágica al almirante Cetinconsensus, pensando que era agua. Este último, ahora dotado de una fuerza sobrehumana, arroja a los piratas por la borda y se apresura a beber el resto del barril de poción mágica para apoderarse del trono de César, pero él también sufre los efectos secundarios de la poción mágica y se convierte en una estatua de granito. Para colmo, la galera de César es quemada por error por el capitán del puerto, habiéndolo tomado por piratas (debido a la emblemática bandera presente en el mástil). César, por lo tanto, castiga a los responsables (el vicealmirante Prospectus, el capitán del puerto y su joven oficial) de este fiasco, mientras que el almirante Cetinconsensus en granito se coloca en el centro del circo para ser devorado por los leones (para asombro de Cleopatra).
De vuelta en Armórica, el barco de Cetinconsensus dirigido por Obélix se precipita directamente a través del campamento del Aquarium, que había ayudado al almirante a capturarlo. Después de la destrucción del campamento, los galos finalmente regresan a la aldea, donde se celebra su regreso con un banquete nocturno, habiendo recuperado Obélix el apetito.